# 巴拉顿马扎罗德
巴拉顿马扎罗德（匈牙利語：Balatonmagyaród）是匈牙利佐洛州所辖的一个村，总面积31.53平方公里，总人口476，人口密度15.1人/平方公里（2010年1月1日）。